# 埃及獴
埃及獴（学名：Herpestes ichneumon）是食肉目獴科的一种，原产于非洲和亚洲西部，在西班牙和葡萄牙有人工引进。